# Храм Покрова Пресвятой Богородицы (Жидеевка)
Храм Покрова́ Пресвято́й Богоро́дицы — православный храм Железногорской епархии в селе Жидеевка Железногорского района Курской области.

## История
Церковный приход в Жидеевке известен с начала XVIII века. По данным 1784 года в селе действовал храм, освящённый в честь Покрова Пресвятой Богородицы. При храме имелось 3 двора священно- и церковнослужителей, в которых проживало 15 человек.
Строительство нового, каменного здания однопрестольного храма, сохранившегося по сей день, завершилось в 1792 году. В том же году храм был освящён. Приход Покровской церкви состоял из одного села Жидеевка, без деревень. В разное время в храме служили священники: Иван Борисович Еленский (1815), Василий Иванович Кремпольский (1890), Василий Стефанович Булгаков (1908) и другие. 
После принятия советским правительством декрета об отделении церкви от государства в 1918 году Покровский храм продолжал действовать по договору, заключённому религиозным обществом с Михайловским волостным исполнительным комитетом. Согласно декрету ВЦИК от 23 февраля 1922 года из церкви был изъят серебряный крест 84-й пробы весом около 1 фунта. В 1924 году община верующих Покровского храма была перерегистрирована. Решением Михайловского районного исполнительного комитета от 10 сентября 1929 года Покровская церковь в селе Жидеевка была закрыта, её здание передавалось для использования под маслобойный завод. Церковное имущество было передано районному финансовому отделу. С этого времени службы в храме не велись.
Во время Великой Отечественной войны в селе стоял немецкий гарнизон, часть храма, колокольня и притвор были разрушены, сохранившаяся часть здания использовалась немцами в качестве тюрьмы. После войны храм использовался как конюшня, склад, магазин.
В 1996 году был воссоздан приход церкви. Служба велась в соседнем с храмом одноэтажном кирпичном здании. С 2001 года под руководством иерея Вячеслава Исаенкова была начата работа по восстановлению храма. Стены внутри храма очистили до самого кирпича. Придел храма и купол отстроили заново. Над восстановлением храма трудились как местные жители, так и жители соседних сёл.
В Государственном архиве Курской области хранятся метрические книги Покровской церкви за 1873, 1877, 1880, 1882, 1885, 1890 и 1895 годы.